# Ламти, Марк
Марк Мартин Ламти (араб. يوسف المساكني‎; родился 28 января 2001 года в Кёльн, Германия) — тунисский футболист, защитник сборной Туниса.

## Клубная карьера
Ламти родился в Германии в семье выходцев из Туниса. Футболом он начал заниматься в академии клуба «Байер 04». В 2021 году игрок подписал контракт с «Ганновер 96». 31 июля в матче против «Ганзы» он дебютировал во Второй Бундеслиге. 

## Международная карьера
В 2021 году в составе молодёжной сборной Туниса Ламти принял участие в молодёжном Кубке Африки в Мавритании. На турнире он сыграл в матчах против команд Буркина-Фасо, Намибии, ЦАР, Марокко и  Уганды. В поединке против намибийцев Марк забил гол.
7 июня 2019 года в товарищеском матче против сборной Ирака Ламти дебютировал за сборную Туниса.